# Радовна
Радовна (словен. Radovna) је насељено место у општини Горје, Горењска регија, Словенија.

## Историја
До територијалне реорганизације у Словенији била је у саставу старе општине Радовљица.

## Становништво
У попису становништва из 2011. године, Радовна је имала 15 становника.
| Број становника према пописима | Број становника према пописима | Број становника према пописима |
| ------------------------------ | ------------------------------ | ------------------------------ |
| 1991                           | 2002                           | 2011                           |
| 17                             | 10                             | 15                             |

## Галерија
- Крмска долина
- мало вештачко језеро Креда